# Día Internacional de la Preservación Digital
El Día Internacional de la Preservación Digital es una jornada que se celebra el  último jueves de noviembre desde 2017 y fue establecido por la Digital Preservation Coalition (DPC) en ese mismo año.

## Proclamación
El Día Internacional de la Preservación Digital fue proclamado oficialmente en noviembre de 2017 por la organización sin ánimo de lucro británica Digital Preservation Coalition (DPC) con el objetivo, según los organizadores, de crear una mayor conciencia sobre la preservación digital. 
La preservación digital es un proceso que permite mantener y asegurar el acceso continuo a materiales digitales a lo largo del tiempo. Los materiales digitales son muy importantes para la industria, el comercio y el gobierno y para campos como la investigación, la ley y la medicina. Las industrias creativas, el patrimonio cultural y los medios de comunicación dependen del acceso confiable a materiales digitales.
Esta proclamación busca celebrar las oportunidades creadas por la preservación digital.

## Celebración
Este día se celebra el último jueves de noviembre. La primera celebración tuvo lugar el 30 de noviembre de 2017, reuniendo a individuos e instituciones de todo el mundo para celebrar las colecciones preservadas, el acceso mantenido y la comprensión fomentada por la preservación de materiales digitales. Las actividades típicas de esta jornada incluyen seminarios web, presentaciones de informes técnicos y eventos educativos que subrayan la importancia de la preservación digital. 

## Temas
- 2017: Primera celebración[9]
- 2018: Sin tema,[10]
- 2019: At-Risk Digital Materials,[11] ('Materiales Digitales en Riesgo')
- 2020: Digits: For Good,[12] ('Dígitos: Para el Bien')

- 2021: Breaking Down Barriers,[13] (Derribando barreras')
- 2022: Data for all, for good, forever,[14][15] ('Datos para todos, para bien, para siempre')
- 2023: Digital Preservation: A Concerted Effort,[16] ('Preservación Digital: Un Esfuerzo Concertado')